# Beroe constricta
Beroe constricta är en kammanetart som beskrevs av Adelbert von Chamisso och Karl Wilhelm Eysenhardt 1821. Beroe constricta ingår i släktet Beroe, och familjen Beroidae. Inga underarter finns listade i Catalogue of Life.